# Djiarama
Djiarama es una película del año 2007.

## Sinopsis
Un equipo de la ONG canaria Nimba recorre Guinea Conakry proyectando el documental Europa: ¿paraíso o espejismo? en el que cinco inmigrantes subsaharianos cuentan su experiencia como protagonistas del viaje irregular en patera desde el África Subsahariana hasta las costas de las Islas Canarias. Allí, personas de diferentes grupos sociales hablan de la situación del país, de las motivaciones que les empujan a marcharse y de las posibles soluciones a un conflicto que está de total actualidad.

## Premios
- Premio del Público. Docupolis 2007
- Premio del Público. Docusur 2007